# 퐁트누프 원자력 발전소
퐁트누프 원자력 발전소는 폴란드 퐁트누프에 위치한, 원전 4기로 구성된 원자력 발전소를 말한다. Pątnów의 발음을, 패트누브라고 보도하는 뉴스도 있다.

## 역사
2022년 10월 31일, 산업통상자원부와 폴란드 국유재산부는 31일 서울 중구 더플라자에서 이창양 산업부 장관과 야체크 사신 폴란드 부총리 겸 국유재산부 장관이 참석한 가운데 폴란드 퐁트누프 지역의 원전 개발 계획 수립과 관련한 양해각서(MOU)를 체결했다. 협약서에는 한국수력원자력(한수원)이 폴란드의 민간발전사 제팍(ZEPAK), 폴란드전력공사(PGE)와 추진하는 퐁트누프 프로젝트의 원전 협력을 양국이 지원하고, 주기적으로 정보를 공유하며 협력을 확대한다는 내용이 담겼다.
퐁트누프 원전 프로젝트는 ‘폴란드 에너지정책 2040’에 포함된 정부 주도 원전계획을 보완하기 위한 별도 사업으로, 2~4기의 원전 건설을 목표로 2026년 착공 예정이다. 한국의 APR-1400 원전 4기를 지을 계획이다.
원전 후보지는 화력발전소와 저수지가 있어 원전에 대한 주민 수용성과 용수 공급이 원활한 곳이다.
이집트 엘다바 원전에서 러시아 VVER-1200 원전 4기를 건설하는데 300억 달러가 든 점을 고려할 때, 폴란드 민간영역 원전 4기 사업비는 300억 달러, 한화로 42조 원 이상으로 예상된다.
유럽 국가 중에서는 처음으로 폴란드에 한국형 원전을 수출하게 된다.
2009년 아랍에미리트 바라카 원전을 수주했을 때, 한국 정부는 APR-1400 원전 4기 건설비 200억 달러, 향후 운영유지비 200억 달러로, 모두 400억 달러 규모라고 밝혔다.
본계약은 2023년 말이나 2024년 초에 체결될 계획이다. 야체크 사신 폴란드 부총리 본계약 가능성은 100%라면서도, 2025년 착공은 이르다고 말했다. 2026년에 착공될 계획이다.
이 원전은 2024년 말 운영이 중단되는 폴란드 중부 패트누브 화력발전소 부지에 들어설 것으로 예상된다.

## 바라카 원전
한국의 폴란드 퐁트누프 원전은 아랍에미리트 바라카 원전에 이어 2번째 수출이다. 바라카 원전의 연표를 참고하면, 퐁트누프 원전의 향후 일정을 추측할 수 있다.
- 2009년 12월 26일, 이명박 대통령 UAE 방문, UAE 할리파 빈 자이드 나하얀 대통령과 정상회담. 칼리파 대통령이 정상회담에서 원전 건설을 한국에 맡기는 수주 결정을 발표
- 2009년 12월 29일, 원전 수주로 이명박 대통령 지지율 53.1% 돌파
- 2012년 11월 21일, 이명박 대통령 UAE 원전 착공식에 참석, 무함마드 왕세제가 이명박 대통령 연임시 대선 지원 약속
- 2018년 3월 26일, 문재인 대통령이 바라카 원전 1호기 준공식 참석

## 같이 보기
- pl:Pątnów (Konin)
- en:Pątnów Power Station
- en:Jacek Sasin